# Марсель Блек
Марсель Блек (англ. Marcel Black; нар. 25 березня 1951 року) — політик американської демократичної партії, який був членом Палати представників Алабами у 1990—2018 роках. Він представляв 3-й округ протягом більшої частини свого перебування на посаді.
Поза політикою він адвокат компанії Black and Hughston, P.C.

## 2 Округ
Блек був обраний до цього округу лише на один термін. Був на посаді з 3 січня 1991 року — 3 січня 1995 року.

## 3 округ
Займав посаду у цьому районі протягом більшої частини свого політичного життя. Обіймав посаду з 1995—2018 років. Він оголосив, що піде у відставку наприкінці терміну.

## Інше
Був членом рейтингу меншин у Комітеті з фінансових послуг та Комітеті з питань освітньої політики.